# مونته نیتزکوسکی
مونته نیتزکوسکی (به انگلیسی: Monte Nitzkowski) (زادهٔ ۷ سپتامبر ۱۹۲۹) شناگر اهل ایالات متحده آمریکا است.